# Eukoenenia brignolii
Espèce
Eukoenenia brignolii est une espèce de palpigrades de la famille des Eukoeneniidae.

## Distribution
Cette espèce est endémique des Pouilles en Italie. Elle se rencontre dans l'Abisso à Castelmarino.

## Description
La femelle holotype mesure 1,58 mm et le mâle paratype 1,20 mm.

## Étymologie
Cette espèce est nommée en l'honneur de Paolo Marcello Brignoli.

## Publication originale
- Condé, 1979 : Palpigrades d'Europe méridionale et d'Asie tropicale. Revue Suisse de Zoologie, vol. 86, no 4, p. 901-912 (texte original).